# سعيد تشاهجوي
سعيد تشاهجوي (من مواليد 22 يونيو 1986) لاعب كرة قدم إيراني. وهو حائز على الميدالية البرونزية في دورة الألعاب الآسيوية 2006 مع منتخب إيران تحت 23 سنة لكرة القدم.